# بام أوستين
بام أوستين (بالإنجليزية: Pam Austin)‏ هي لاعبة كرة مضرب أمريكية، ولدت في 12 مارس 1950 في والثام في الولايات المتحدة.